# Молив
Моливът е инструмент за писане, рисуване и чертане. Направен е обикновено от дърво и има форма на цилиндър или шестоъгълник с диаметър 7 – 8 mm, в който е вмъкнат графит. Моливите се подострят с острилка, което позволява на графита да се покаже извън дървената основа. Изписването на символите става с натискане на графита върху хартията. Написаното с молив може да се изтрива с гума.

## Галерия
- Моливи, неподострени
- Острилка
- Гума

## Класификация според твърдостта
Според твърдостта на графита се различават следните видове моливи: H (твърд), HB (среден), B (мек). Има и степени на H и B, например 3B, като колкото е по-голямо числото преди Н и В, толкова е по-твърд или съответно по-мек моливът.
|           |    |    |    |    |    |              |              |              |              |    |   |    |    |    |         |         |         |    |    |
| 9H        | 8H | 7H | 6H | 5H | 4H | 3H           | 2H           | H            | F            | HB | B | 2B | 3B | 4B | 5B      | 6B      | 7B      | 8B | 9B |
| Най-твърд | →  | →  | →  | →  | →  | Средно твърд | Средно твърд | Средно твърд | Средно твърд | →  | → | →  | →  | →  | Най-мек | Най-мек | Най-мек |    |    |

При някои фирми качеството на производството е толкова добро, че тези моливи се използват за проверка качеството (твърдостта) на покрития, като боя, лаково покритие и др. За проверка на твърдостта се използва тежест и молив с определена твърдост, който трие по контролираната повърхност.

## История
Около началото на XVI век отлагане на графит е открито близо до Бороудейл, Англия. Местните жители го използват за маркировка на овцете. Интересното на тази находка е, че графитът е изключително чист и твърд и лесно се изтегля на пръчки. Химията е едва в зората си по това време, затова графитът е бил считан първоначално за вид олово. Бил е увиван в трева или овча кожа, за да е стабилен и да не се чупи.
По-късно и на други места по света са открити залежи на графит, но нито едно от тях не е с чистотата и качеството на първото. За да се пречисти, графитът е трябвало да бъде в прахообразна форма. Първите опити за правене на графитни пръчки от прахообразен графит датират от 1662 година и са смес от графит, сяра и антимон.
Италианците са първите, които използват дърво – кедър или хвойна, за стабилизиране на графита. Двете половинки на дървото се издълбават, за да се получи улей за графита и след това се залепят една за друга. Почти същата техника се ползва и днес. През XVIII век графитът започва да се смесва с глина и да се пече, като твърдостта на молива зависи от съотношението графит/глина.

## Производство
В днешно време моливите се произвеждат от прахообразен графит, смесен с глина и вода. Тази смес се изтегля във форма на спагети, които се пекат, след това се топят в масло (кокосово, слънчогледово) или разтопен восък, за да се запълнят миниатюрните дупки и да направят писането гладко. „Спагетите“ се слагат в дървената част и след това се режат и боядисват.

## Видове моливи
На 30 март 1858 година Хаймен Липман (Hymen Lipman) получава патент за прикрепяне на гума към молива.

### Автоматични моливи
Автоматичните (или механични) моливи имат устройство, с което графитът се придвижва през дупка. Гумичките им могат да се свалят и сменят. Удобството им се състои в това, че не трябва да се острят и могат да се презареждат. Размерите им са 0.3, 0.5, 0.7, 0.9, 1.1 и 1.6 mm, което е дебелината на графита.

### Цветни моливи
Цветните моливи имат сърцевина е от цветен графит поради прибавени пигменти към графита. Появяват се в началото на XX век и стават много популярни през втората му половина. Използват се основно за рисуване и оцветяване от по-малки ученици и деца.

### Химически моливи
При тях в графита има специални химически багрила, които при навлажняване създават неизтриваемо мастило, обикновено с тъмнолилав цвят. Използвани са масово до около втората половина на ХХ век.

### Водни (акварелни) моливи
Тези моливи са на принципа на водните бои. Имат водоразтворими цветове с меко и плавно наслояване. Предлагат се различни модификации на Cretacolor, Derwent, Faber Castell и др. В малкия комплект има 12 цвята, а пълната гама съдържа 36 или 72 цвята. Позволяват да се използват различни видове техники: акварел, смесване на цветове и рисуване цвят върху цвят, фротаж, преливане, смесени техники. Формата на молива обикновено е кръгла с диаметърът на молива 70 – 75 mm, а на графита – 38 mm.

При някои марки и модели се използват специални технологии и модификации.
Акварелен молив Grip има ергономична триъгълна форма за рисуване без да уморява ръката. Меката Grip зона предотвратява изплъзване, тялото е боядисано със специална технология с боя на водна основа. Специалното (SV) свързване предпазва графита от счупване.
Акварелен молив „Монолит“ е изработен от висококачествени органични и неорганични пигменти, различни видове масла и вакса, които придават мекост и същевременно сила. Графитът е защитен от тънък слой лак, който съответства на цвета му.

### Пастелни моливи
Пастелните моливи представляват тънки пастелени пръчици в дървена обвивка. Те не се чупят и раздробяват като обикновените пастели и са по-удобни за работа. Представляват професионални материали с максимални възможности за работа и много високо качество. Използват се най-вече за скициране и оформяне на детайли в по-малки по размер творби. Отлично съчетание при работа със сух пастел. Имат отлични цветове, които лесно се смесват и преливат. Предлагат се единично и в комплекти от 12, 24, 36 и 60 цвята. Пигментите гарантират висока покривност и на тъмна хартия.
В зависимост от химичния състав на писеца съществуват сухи и маслени пастелни моливи.
Маслените пастели са подходящи за рисуване върху големи площи. Те са много меки, водоустойчиви и покриват идеално гладки повърхности, като например картон и дърво. Съставени са от нетоксични материали, съгласно стандарт EN 71. Моливите са с дървена обвивка, а обикновените пастели – с книжна (писец с диаметър 8 или 11 mm и дължина около 70 mm). Предлагат се единично и в комплекти от 12, 18, 24 и 36 цвята.

### Восъчни моливи
За рисуване се използват и восъчни пастелни моливи с различни цветове. Това са пастели и пастелни моливи на восъчна основа за рисуване или писане върху порцелан, стъкло, пластмаса, камък, кожа, метал и др. Устойчиви на атмосферни влияния и светлина. Подходящи за индустрията и търговията. Някои марки предлагат следните модели:
Faber-Castell: Размер на пастела ∅ 10 mm, дължина 95 mm.
Koh-i-Noor: В цилиндрична кутия с размери ∅ 70 х 95 mm се събират 48 молива.
Восъчен молив се използва също за взимане и поставяне на камъчета, перли, кристали и декорации върху нокти. При допирането му върху кристалчето, то моментално прилепва и поставянето му става лесно и бързо. Ако моливът не е бил темпериран до стайна температура, прилепването става по-трудно, тъй като восъкът не е достатъчно мек.

### Безцветни моливи
Това са моливи за устни, с които се подчертава формата на устните. Консистенцията им е напълно безцветна. Това ги прави приложими с всеки цвят червило или гланц като не им позволява да се разтичат или размазват. Подхранва и хидратира устните. Някои имат практична автоматична опаковка за по-лесно нанасяне. Очертава се контура на устните с молива, след това се нанася червило или гланц за устни. Моливът може да се използва и за запълване на целите устни, като по този начин увеличава дълготрайността на червилото или гланца.